# Live in Stockholm
Live in Stockholm uživo je album britanskog hard rock sastava Deep Purple, kojeg 2005. godine, objavljuje diskografska kuća 'Purple Records'.
Album je zabilježen u glavnom gradu Švedske, Stockholmu Konserthus, dana 12. studenog 1970. godine, a koncert je prenosila švedska radio postaja "Tonkraft" (radio emisija).
Ovaj koncert izvorno je objavljen 1988. godine u Europi pod nazivom Scandinavian Night i kao Live and Rare u Americi. Kasnije su nađene originalne master snimke na kojima je izvršen remiks za ovo izdanje.
Scandinavian Night objavljen je kao dvostruk CD i sadrži materijal isti kao na vinili izdanju, radi vremenskog ograničenja tog medija. Live in Stockholm sadrži cjelokupni koncert i to zajedno s poboljšanom reprodukcijom zvuka, što ga čini definitivnim izdanjem ovog materijala.
Izvedene pjesme dolaze s albuma In Rock, a dugi instrumentali s ranijih albuma. Dvije skladbe "Mandrake Root" i "Wring that Neck" preuzete su s koncertne turneje za album Fireball.

## Popis pjesama
Sve pjesme napisali su Ian Gillan, Ritchie Blackmore, Roger Glover, Jon Lord, Ian Paice, osim gdje je drugačije naznačeno.

### Disk prvi
1. "Introduction" - 2:12
2. "Speed King" - 11:16
3. "Into the Fire" - 5:18
4. "Child in Time" - 19:04
5. "Wring That Neck" (Blackmore, Lord, Nick Simper, Paice) - 30:59

### Disk drugi:
1. "Paint It, Black" (Mick Jagger, Keith Richards) - 12:11
2. "Mandrake Root" (Rod Evans, Blackmore, Lord) - 31:41
3. "Black Night" - 7:10

## Izvođači
- Ritchie Blackmore - gitara
- Ian Gillan - vokal, konge
- Roger Glover - bas-gitara
- Jon Lord - orgulje, klavijature
- Ian Paice - bubnjevi

## Vanjske poveznice
- Purple Records  Arhivirana inačica izvorne stranice od 1. prosinca 2011. (Wayback Machine)